# Dysbatus
Dysbatus là một chi bướm đêm thuộc họ Geometridae.

## Hình ảnh

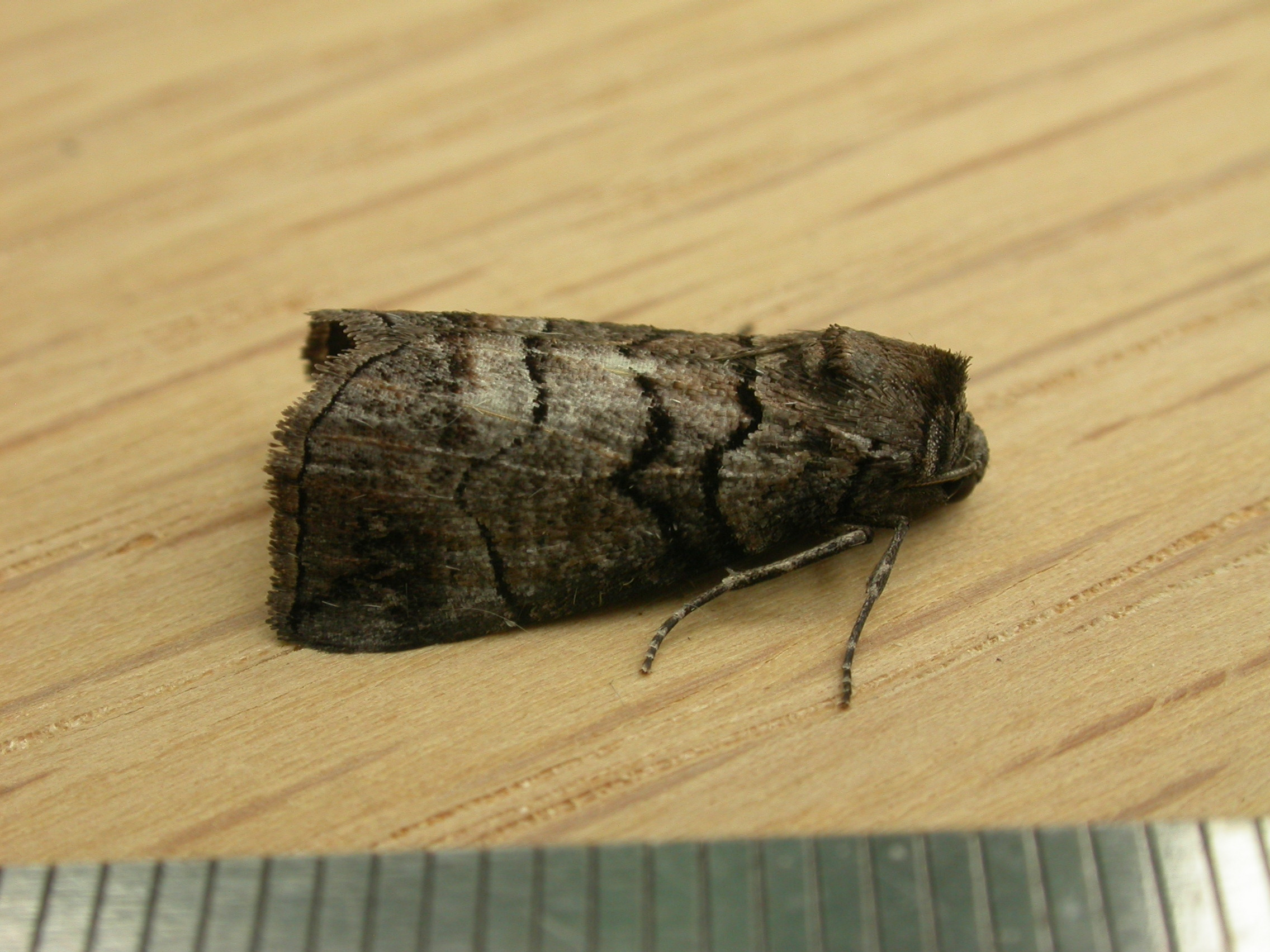
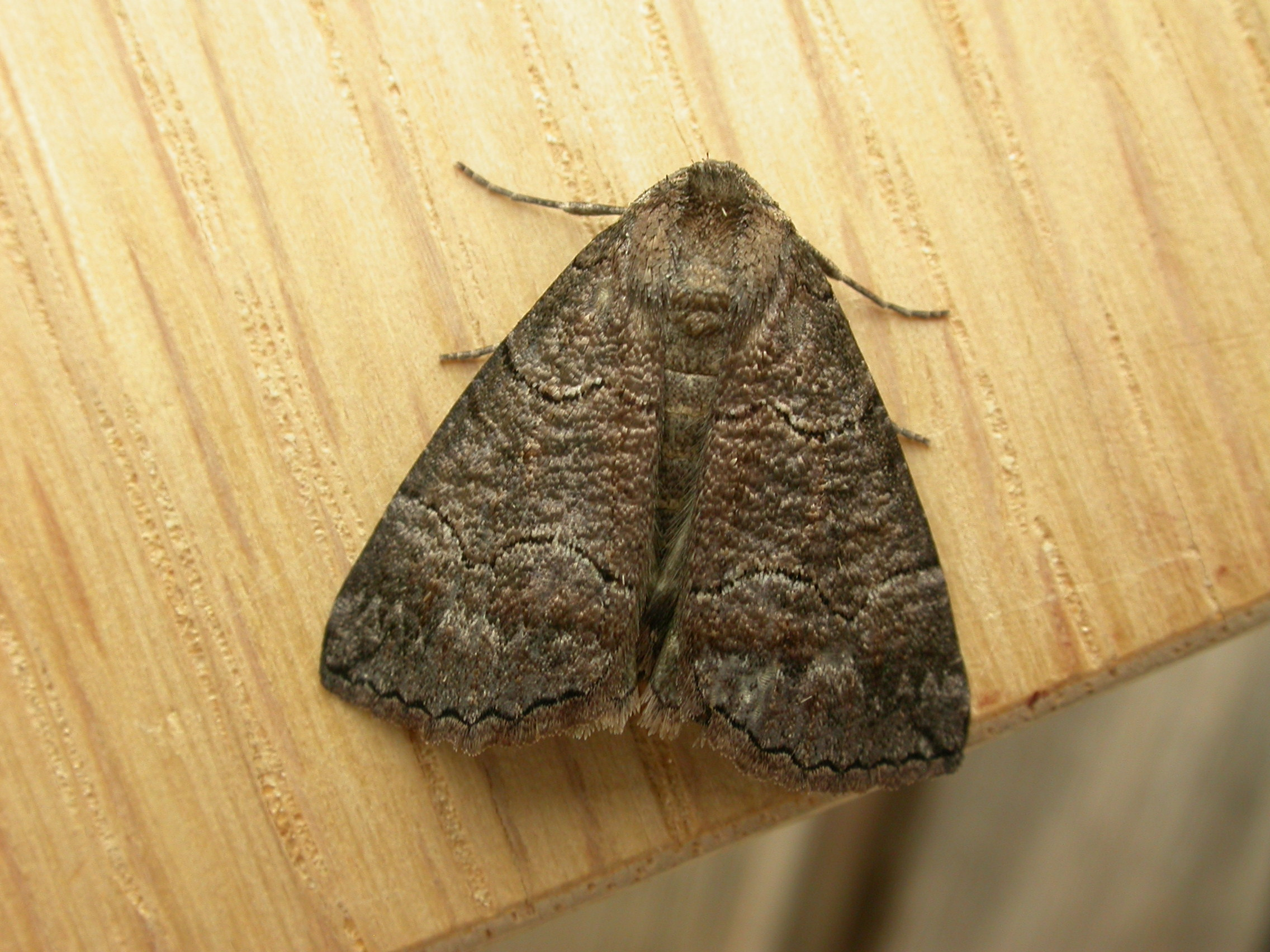
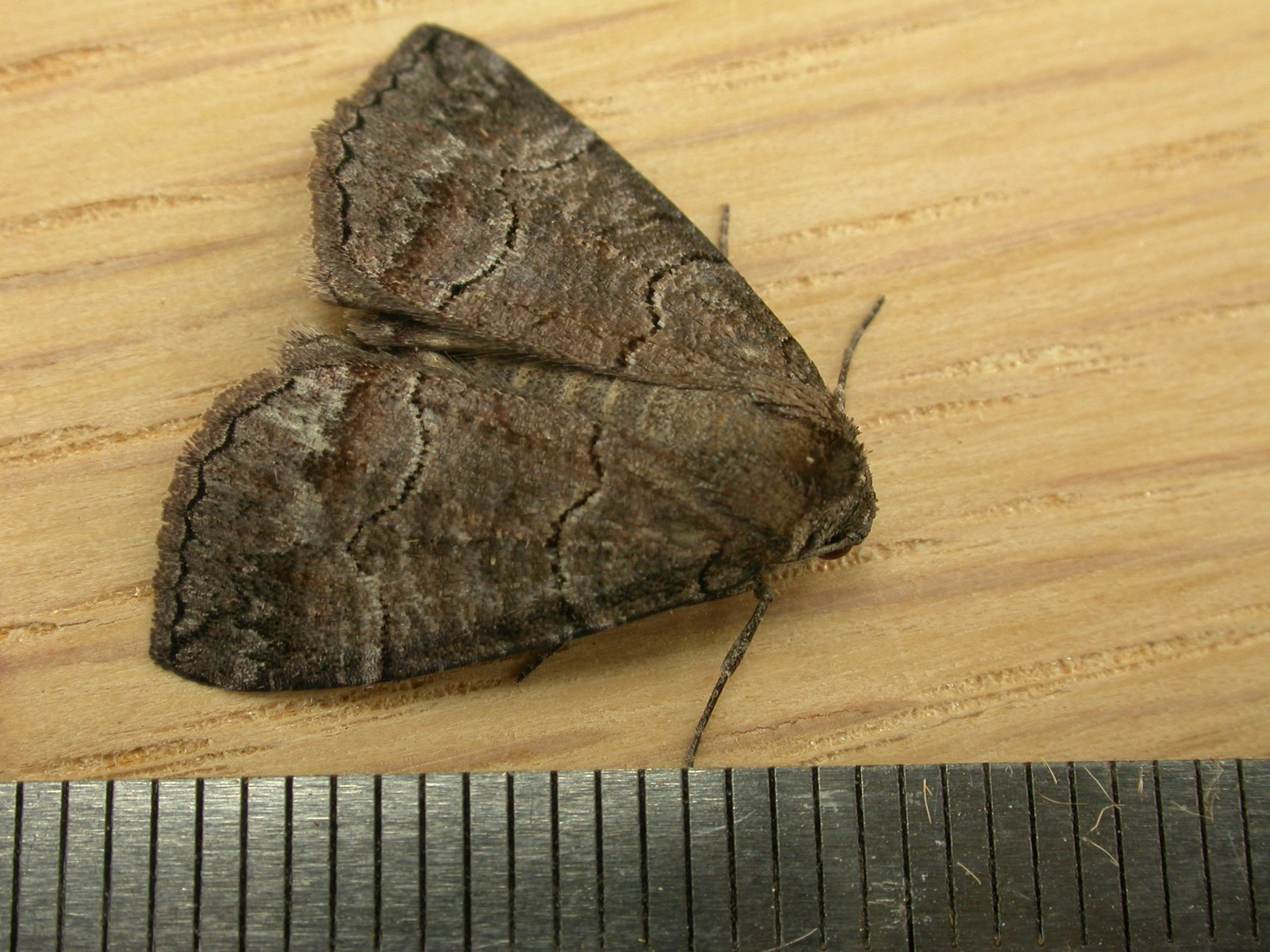
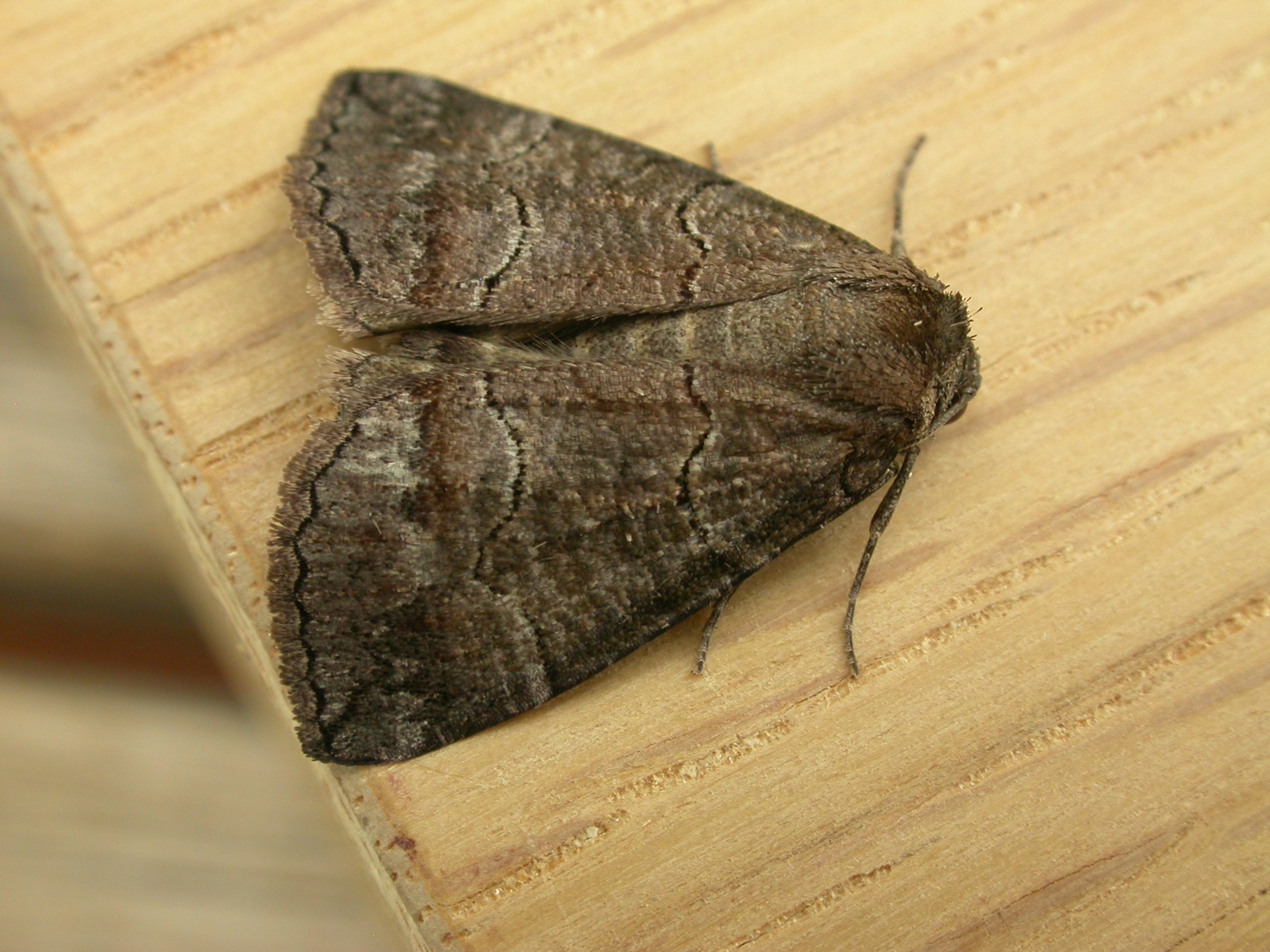

## Các loài
- Dysbatus singularis Butler, 1886
- Dysbatus stenodesma (Lower, 1899)